# Svend Auken
Svend Gunnarsen Auken (ur. 24 maja 1943 w Aarhus, zm. 4 sierpnia 2009 w Kopenhadze) – duński polityk, politolog i nauczyciel akademicki, minister w kilku rządach, długoletni poseł do Folketingetu, w latach 1987–1992 lider Socialdemokraterne.

## Życiorys
Absolwent nauk politycznych na Uniwersytecie Aarhus, był nauczycielem akademickim na tej uczelni. Kształcił się również w Instytucie Nauk Politycznych w Paryżu oraz na Washington State University. Działał w centrali związkowej LO, wchodził w skład komitetu wykonawczego tej organizacji.
Zaangażował się w działalność polityczną w ramach duńskich socjaldemokratów. W 1971 po raz pierwszy objął mandat deputowanego do Folketingetu z okręgu Aarhus. Z powodzeniem ubiegał się o reelekcję w każdych kolejnych wyborach, zasiadając w duńskim parlamencie do czasu swojej śmierci w 2009. Od października 1977 do września 1982 sprawował urząd ministra pracy w rządach Ankera Jørgensena. W latach 1985–1987 był wiceprzewodniczącym partii, następnie do 1992 pełnił funkcję przewodniczącego Socialdemokraterne. Urząd ministra ponownie sprawował w gabinetach Poula Nyrupa Rasmussena – od stycznia 1993 był ministrem środowiska, a od września 1994 do listopada 2001 również ministrem energii. Od 2001 wchodził w skład prezydium Folketingetu.
W 2004 zdiagnozowano u niego raka prostaty, zmarł na skutek tej choroby nowotworowej w 2009. Był bratem Margrete Auken.